# 원격탐사

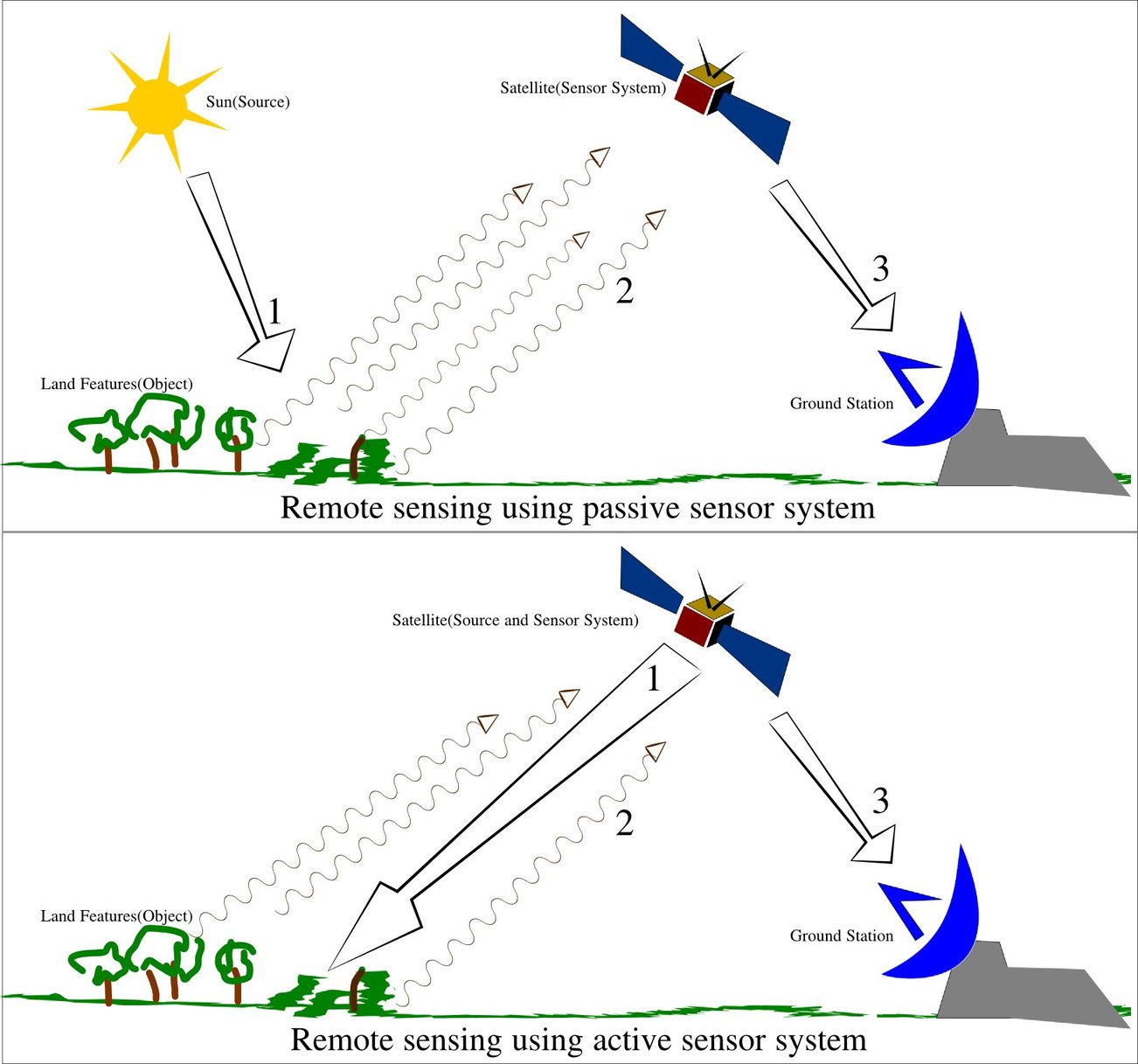

원격탐사(遠隔探査)는 대상을 원격으로 측정하는 수단이며, 그 정의는 광범위하다. 그러나 협의는 인공위성이나 항공기 등 지구 표면 부근을 관측하는 기술을 가리키는 경우가 많다. 원격탐사는 관측 장치 (센서)와 그것을 상공에 전달하는 플랫폼이 필요하다. 관측 장비로는 사진, 레이다 등이 사용된다. 플랫폼으로 비행기, 헬기, 인공위성 등이 사용된다.

## 같이 보기
- 지리 정보 시스템
- GPS
- 정사사진